# Grande Prêmio de San Marino de 2016 (MotoGP)
O Grande Prêmio da MotoGP de San Marino de 2016 ocorreu em 11 de setembro.

## Resultados

### Classificação MotoGP
| Pos | Piloto           | Equipe                        | Moto    | Tempo     | Pontos |
| --- | ---------------- | ----------------------------- | ------- | --------- | ------ |
| 1   | Dani Pedrosa     | Repsol Honda Team             | Honda   | 43'43.524 | 25     |
| 2   | Valentino Rossi  | Movistar Yamaha MotoGP        | Yamaha  | +2.837    | 20     |
| 3   | Jorge Lorenzo    | Movistar Yamaha MotoGP        | Yamaha  | +4.359    | 16     |
| 4   | Marc Marquez     | Repsol Honda Team             | Honda   | +9.569    | 13     |
| 5   | Maverick Viñales | Team SUZUKI ECSTAR            | Suzuki  | +15.467   | 11     |
| 6   | Andrea Dovizioso | Ducati Team                   | Ducati  | +19.676   | 10     |
| 7   | Michele Pirro    | Ducati Team                   | Ducati  | +22.936   | 9      |
| 8   | Cal Crutchlow    | LCR Honda                     | Honda   | +25.702   | 8      |
| 9   | Pol Espargaro    | Monster Yamaha Tech 3         | Yamaha  | +27.155   | 7      |
| 10  | Alvaro Bautista  | Aprilia Racing Team Gresini   | Aprilia | +33.968   | 6      |
| 11  | Danilo Petrucci  | OCTO Pramac Yakhnich          | Ducati  | +39.206   | 5      |
| 12  | Stefan Bradl     | Aprilia Racing Team Gresini   | Aprilia | +39.967   | 4      |
| 13  | Hector Barbera   | Avintia Racing                | Ducati  | +42.997   | 3      |
| 14  | Eugene Laverty   | Pull & Bear Aspar Team        | Ducati  | +49.450   | 2      |
| 15  | Scott Redding    | OCTO Pramac Yakhnich          | Ducati  | +54.879   | 1      |
| 16  | Yonny Hernandez  | Pull & Bear Aspar Team        | Ducati  | +1'05.072 | 0      |
| 17  | Tito Rabat       | Estrella Galicia 0,0 Marc VDS | Honda   | 5 voltas  | 0      |

### Classificação Moto2
| Pos | Piloto              | Equipe                        | Moto   | Tempo     | Pontos |
| --- | ------------------- | ----------------------------- | ------ | --------- | ------ |
| 1   | Lorenzo Baldassarri | Forward Team                  | Kalex  | 42'45.885 | 25     |
| 2   | Alex Rins           | Paginas Amarillas HP 40       | Kalex  | +2.523    | 20     |
| 3   | Takaaki Nakagami    | IDEMITSU Honda Team Asia      | Kalex  | +6.199    | 16     |
| 4   | Johann Zarco        | Ajo Motorsport                | Kalex  | +8.942    | 13     |
| 5   | Franco Morbidelli   | Estrella Galicia 0,0 Marc VDS | Kalex  | +10.016   | 11     |
| 6   | Thomas Luthi        | Garage Plus Interwetten       | Kalex  | +11.095   | 10     |
| 7   | Hafizh Syahrin      | Petronas Raceline Malaysia    | Kalex  | +13.048   | 9      |
| 8   | Jonas Folger        | Dynavolt Intact GP            | Kalex  | +14.604   | 8      |
| 9   | Sandro Cortese      | Dynavolt Intact GP            | Kalex  | +15.647   | 7      |
| 10  | Alex Marquez        | Estrella Galicia 0,0 Marc VDS | Kalex  | +20.720   | 6      |
| 11  | Marcel Schrotter    | AGR Team                      | Kalex  | +22.195   | 5      |
| 12  | Xavi Vierge         | Tech 3 Racing                 | Tech 3 | +33.627   | 4      |
| 13  | Luca Marini         | Forward Team                  | Kalex  | +40.136   | 3      |
| 14  | Ratthapark Wilairot | IDEMITSU Honda Team Asia      | Kalex  | +41.752   | 2      |
| 15  | Jesko Raffin        | Sports-Millions-EMWE-SAG      | Kalex  | +42.502   | 1      |
| 16  | Mattia Pasini       | Italtrans Racing Team         | Kalex  | +49.745   | 0      |
| 17  | Miguel Oliveira     | Leopard Racing                | Kalex  | +1'02.022 | 0      |
| 18  | Federico Fuligni    | Team Ciatti                   | Kalex  | +1'03.931 | 0      |
| 19  | Remy Gardner        | Tasca Racing Scuderia Moto2   | Kalex  | +1'04.010 | 0      |
| 20  | Robin Mulhauser     | CarXpert Interwetten          | Kalex  | +1'07.383 | 0      |
| 21  | Iker Lecuona        | CarXpert Interwetten          | Kalex  | +1'20.046 | 0      |

### Classificação Moto3
| Pos | Piloto                | Equipe                   | Moto     | Tempo     | Pontos |
| --- | --------------------- | ------------------------ | -------- | --------- | ------ |
| 1   | Brad Binder           | Red Bull KTM Ajo         | KTM      | 39'37.556 | 25     |
| 2   | Enea Bastianini       | Gresini Racing Moto3     | Honda    | +0.262    | 20     |
| 3   | Joan Mir              | Leopard Racing           | KTM      | +1.416    | 16     |
| 4   | Nicolo Bulega         | SKY Racing Team VR46     | KTM      | +1.534    | 13     |
| 5   | Jakub Kornfeil        | Drive M7 SIC Racing Team | Honda    | +4.278    | 11     |
| 6   | Andrea Locatelli      | Leopard Racing           | KTM      | +4.387    | 10     |
| 7   | Aron Canet            | Estrella Galicia 0,0     | Honda    | +4.811    | 9      |
| 8   | Philipp Oettl         | Schedl GP Racing         | KTM      | +5.582    | 8      |
| 9   | Hiroki Ono            | Honda Team Asia          | Honda    | +6.259    | 7      |
| 10  | Fabio Di Giannantonio | Gresini Racing Moto3     | Honda    | +10.896   | 6      |
| 11  | Niccolò Antonelli     | Ongetta-Rivacold         | Honda    | +13.939   | 5      |
| 12  | Juanfran Guevara      | RBA Racing Team          | KTM      | +14.091   | 4      |
| 13  | Livio Loi             | RW Racing GP BV          | Honda    | +14.103   | 3      |
| 14  | Jules Danilo          | Ongetta-Rivacold         | Honda    | +14.810   | 2      |
| 15  | Andrea Migno          | SKY Racing Team VR46     | KTM      | +14.868   | 1      |
| 16  | Stefano Manzi         | Mahindra Racing          | Mahindra | +23.292   | 0      |
| 17  | Lorenzo Dalla Porta   | SKY Racing Team VR46     | KTM      | +23.349   | 0      |
| 18  | Fabio Quartararo      | Leopard Racing           | KTM      | +23.523   | 0      |
| 19  | Albert Arenas         | Peugeot MC Saxoprint     | Peugeot  | +31.140   | 0      |
| 20  | John Mcphee           | Peugeot MC Saxoprint     | Peugeot  | +35.145   | 0      |
| 21  | Francesco Bagnaia     | Gaviota Mahindra ASPAR   | Mahindra | +35.170   | 0      |
| 22  | Khairul Idham Pawi    | Honda Team Asia          | Honda    | +35.409   | 0      |
| 23  | Adam Norrodin         | Drive M7 SIC Racing Team | Honda    | +35.467   | 0      |
| 24  | Lorenzo Petrarca      | 3570 Team Italia         | Mahindra | +48.285   | 0      |
| 25  | Fabio Spiranelli      | CIP-Unicom Starker       | Mahindra | +56.451   | 0      |
| 26  | Stefano Valtulini     | 3570 Team Italia         | Mahindra | +56.486   | 0      |